# مركز الألعاب المائية (لندن)

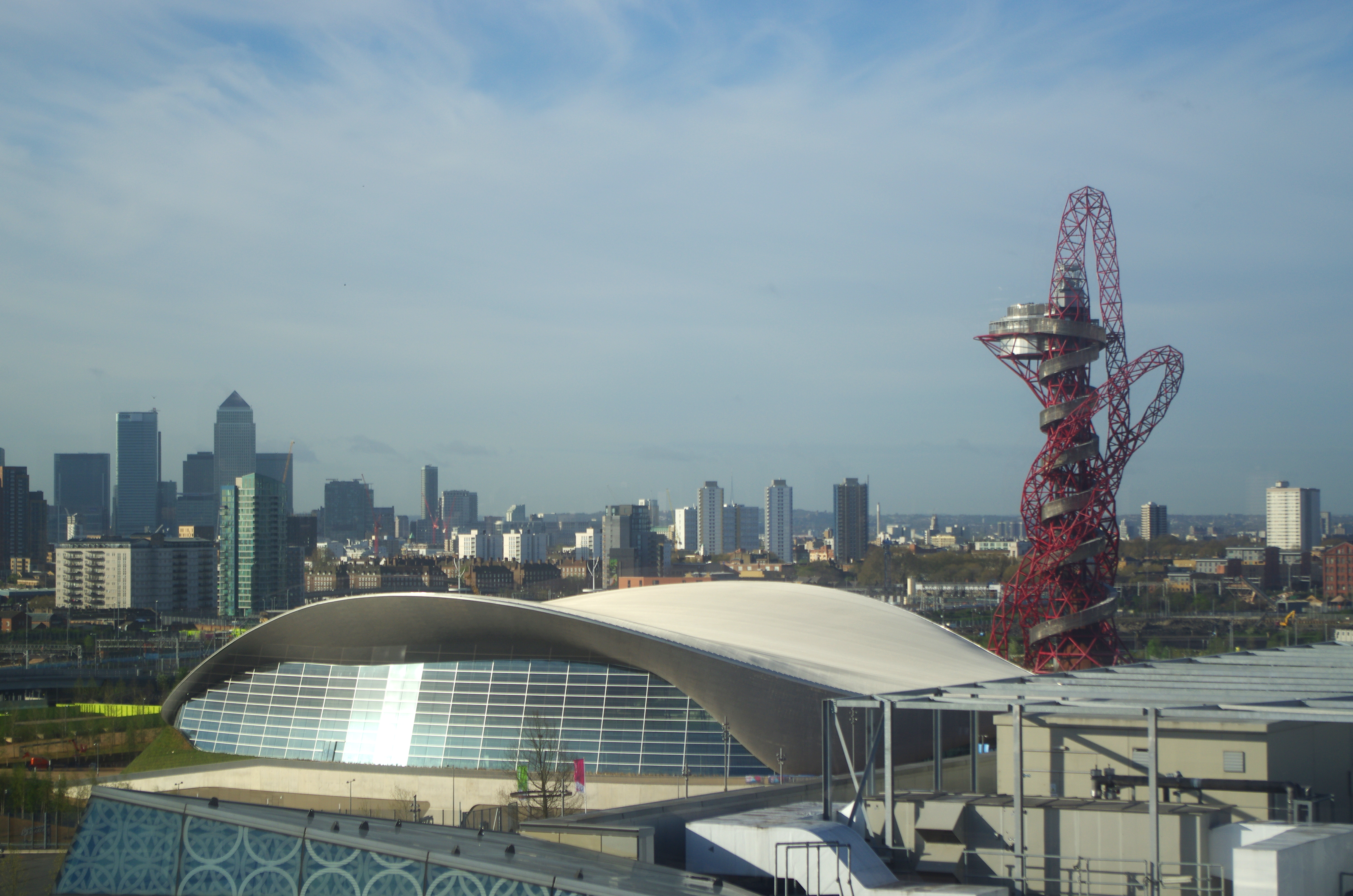

مركز الألعاب المائية (بالإنجليزية: London Aquatics Centre)‏ هو أحد أعمال المعمارية زها حديد، ويقع في لندن.